# Monte Bragg
Il Monte Bragg (in lingua inglese: Mount Bragg) è una montagna alta 1480 m, situata 11 km a sudovest del Gambacorta Peak, nella parte meridionale del Neptune Range, che fa parte dei Monti Pensacola in Antartide.

## Storia
Il monte è stato mappato dall'United States Geological Survey (USGS) sulla base di rilevazioni e foto aeree scattate dalla U.S. Navy nel periodo 1956-66.
La denominazione è stata assegnata dall'Advisory Committee on Antarctic Names (US-ACAN) in onore di Ralph L. Bragg, fotografo della squadriglia VX-6 della U.S. Navy, presso la Stazione McMurdo nel 1964.